# دابل‌تری
دابل‌تری (انگلیسی: DoubleTree) شرکت مهمان‌نوازی آمریکایی است، که در سال ۱۹۶۹ تأسیس شد.